# Leptophion samuelsoni
Leptophion samuelsoni là một loài tò vò trong họ Ichneumonidae.